# Pembroke (Kentucky)
Pembroke is een plaats (city) in de Amerikaanse staat Kentucky, en valt bestuurlijk gezien onder Christian County.

## Demografie
Bij de volkstelling in 2000 werd het aantal inwoners vastgesteld op 797.
In 2006 is het aantal inwoners door het United States Census Bureau geschat op 761, een daling van 36 (-4,5%).

## Geografie
Volgens het United States Census Bureau beslaat de plaats een oppervlakte van
2,7 km², geheel bestaande uit land. Pembroke ligt op ongeveer 179 m boven zeeniveau.

## Plaatsen in de nabije omgeving
De onderstaande figuur toont nabijgelegen plaatsen in een straal van 20 km rond Pembroke.